# Fülöp-szigeteki vitézsas
A Fülöp-szigeteki vitézsas (Nisaetus philippensis) a madarak (Aves) osztályának a vágómadár-alakúak (Accipitriformes) rendjébe, ezen belül a vágómadárfélék (Accipitridae) családjába tartozó faj.

## Rendszerezése
A fajt John Gould angol ornitológus írta le 1863-ban, a Spizaetus nembe Spizaetus philippensis néven.

## Előfordulása
Délkelet-Ázsiában, a Fülöp-szigetekhez tartozó Luzon és Mindoro szigetén honos. Természetes élőhelyei a szubtrópusi és trópusi síkvidéki és hegyi esőerdők. Állandó, nem vonuló faj.

## Megjelenése
Testhossza 69 centiméter, szárnyfesztávolsága 105-125 centiméter.

## Természetvédelmi helyzete
Az elterjedési területe még nagy, de folyamatosan csökken, egyedszáma 400-600 példány közötti és szintén csökken. A fakitermelés, a mezőgazdaság és a vadászat veszélyezteti.  A Természetvédelmi Világszövetség Vörös listáján veszélyeztetett fajként szerepel.